# Strumigenys nidifex
Strumigenys nidifex är en myrart som beskrevs av Mann 1921. Strumigenys nidifex ingår i släktet Strumigenys och familjen myror. Inga underarter finns listade i Catalogue of Life.